# 1128 w polityce
Wydarzenia polityczne w 1128 roku.

## Wydarzenia
- Otton z Bambergu odbył drugą wyprawę misyjną na Pomorze[1][2].
- Warcisław najechał Mazowsze[1].

## Zmarli
- 4 grudnia Henryk II, margrabia Marchii Północnej[3].